# Dana Carleton Munro
Dana Carleton Munro (Bristol, 8 giugno 1866 – 13 gennaio 1933) è stato uno storico statunitense.

## Biografia
Ha studiato alla Brown University (A.M., 1890) e in Europa alle università di Strasburgo e Friburgo.
Ha insegnato all'Università della Pennsylvania (1893–1902), all'Università del Wisconsin-Madison fino al 1915 e poi all'Università di Princeton.
La Brown University gli ha conferito il titolo di L.H.D. (Doctor of Humane Letters) nel 1912.
Anche suo fratello Wilfred Harold Munro è stato uno studioso di storia.

## Opere
- A Syllabus of Mediœval History (settima edizione, 1913)
- A History of the Middle Ages (1902)
- A Source Book of Roman History (1904)
- The Kingdom of The Crusaders  (1935)

È stato curatore di Translations and Reprints from the Original Sources of History (1894–1902) e coautore di Mediœval Civilization (1904, 1906) e Essays on the Crusades (1902)